# Arbeitszeitmanagement
Das Arbeitszeitmanagement beschäftigt sich an der Schnittstelle zwischen Arbeitsvorbereitung und Personalmanagement mit dem möglichst günstigen, vorwiegend operativen Verfügbarmachen von notwendigen Personalkapazitäten zu einem Produktionszeitpunkt und hat sich im Wesentlichen aus diesen beiden Bereichen herausgebildet.

## Aufgabenfeld
In der Produktionsplanung und -steuerung (PPS) hat man sich lange auf die Planung der Anlagenkapazitäten beschränkt. Personalplanung wurde auf der operativen Ebene kurzfristig realisiert. Dies war vor dem Hintergrund breit qualifizierter Mitarbeiter mit festen Arbeitszeiten möglich. Da Arbeitszeiten und Betriebszeiten zunehmend voneinander abweichen und komplexe Produktionstechniken und Dienstleistungen spezialisierte Mitarbeiter erfordern, stellt Arbeitszeitmanagement zwischenzeitlich jedoch eine eigenständige und komplexe Planungsaufgabe dar.
Durch die Arbeitszeitflexibilisierung wird die Aufgabe, personelle Kapazitäten für eine Sach- oder Dienstleistung zur Verfügung zu stellen, zunehmend komplexer. Es sind
- Arbeitszeitmodelle und Schichtpläne auf Produktionspläne abzustimmen,
- diese mit den Betriebs- und gegebenenfalls Tarifparteien zu verhandeln,
- Arbeitszeitkonten zu führen,
- Ausfallzeiten zu überwachen und möglichst zu reduzieren.

Dieses Aufgabenfeld ist in einem sich rasch wandelnden rechtlichen Umfeld bei zunehmender Komplexität unter Berücksichtigung neuer arbeitswissenschaftlicher Erkenntnisse zu bewältigen und reicht bis zur Insolvenzsicherung von Arbeitszeitkonten.